# جدي (شهر)
جدي هو الشهر العاشر في التقويم الهجري الشمسي ويتكوّن من 30 يوما. يسمى دَي في تقويم إيران الحالي. يبدأ جدي (في علم التنجيم) عندما تكون الشمس في برج الجدي فلكيا.
شهر الجدي يوافق: من 22 ديسمبر إلى 20 يناير الميلادي غالباً.